# 놀리나족
놀리나족(nolina族, 학명: Nolineae 놀리네아이[*])은 놀리나아과의 족이다.

## 하위 분류
- 놀리나속(Nolina Michx.)
- Beaucarnea Lem.
- Dasylirion Zucc.